# 索隆拜·朱苏耶夫
索隆拜·朱苏耶夫（1925年5月15日—2016年2月4日），苏联吉尔吉斯诗人，吉尔吉斯共和国英雄（2007年），吉尔吉斯苏维埃社会主义共和国人民诗人（1981年），托克托古尔·萨特尔甘诺夫吉尔吉斯苏维埃社会主义共和国国家奖（1998年）获得者。

## 生平
1925年5月15日生于吉尔吉斯斯坦卡拉库勒贾区克孜勒加尔村。曾于1943年至1945年参与苏德战争；1949年，毕业于奥什教师学院的吉尔吉斯文学和语言学院； 1956年毕业于高尔基文学院。

## 主要作品

### 诗集
- 《希望》（1960年）
- 《浓云滚滚》（1969年）
- 《金色悬铃木》（1973年）
- 《赞美》（1977年）
- 《高空》（1979年）
- 《岁月的湍流》（1981年）

### 纪实中篇
- 《以生活的名义》（1985年）